# 阿尔及利亚人口

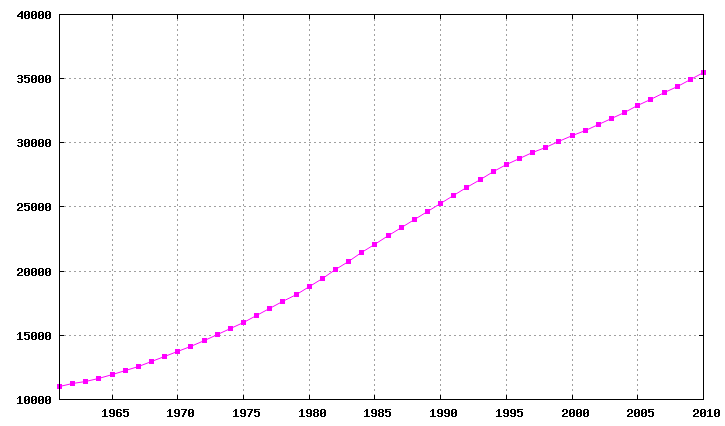
阿尔及利亚的人口统计数据, 数据来自联合国粮农组织, 2005年 ; 人口数字以千人为单位。

## 人口
总人口:
- 33,769,669 (2008年)

年龄结构:
- 0-14岁: 26.3% (男性 4,528,919/女性 4,349,746)
- 15-64岁: 68.7% (男性11,699,701/女性 11,509,619)
- 65岁以上: 5% (男性 779,467/女性 902,217) (2008年)

年龄中位数:
- 总计: 26岁
- 男性: 25.8岁
- 女性: 26.2岁(2008年)

人口增长率:
- 1.209% (2008年)

出生率：
- 17.03/1,000人 (2008年)

死亡率:
- 4.62/1,000人 (2008年)

净迁移率:
- -0.31 /1,000人 (2008年)

性别比:
- 出生: 1.05 男性/女性
- 15岁以下: 1.04男性/女性
- 15-64岁: 1.02 男性/女性
- 65岁以上: 0.86 男性/女性
- 总人口: 1.01 男性/女性(2008年)

婴儿死亡率：
- 总计: 28.75/1,000出生婴儿
- 男性: 31.95 /1,000 出生婴儿
- 女性: 25.39 /1,000 出生婴儿 (2008年)

平均寿命：
- 总人口: 73.77岁
- 男性: 72.13岁
- 女性: 75.49岁 (2008年)

总生育率：
- 1.82婴儿/妇女 (2008年)

艾滋病成人流行度：
- 0.1% (2001年)

艾滋病感染人数：
- 9,100 (2003年)

艾滋病死亡人数：
- 小于 500 (2003年)

主要感染性疾病：
- 危险性：中
- 事物或水传播病: 细菌性腹泻, 甲肝, 伤寒
- 虫媒疾病: 在部分地区皮肤利什曼病有很高的危险 (2004年)

## 民族
柏柏尔人 99%, 欧洲人<1%
几乎所有的阿尔及利亚人都起源自柏柏尔人，而不是阿拉伯人; 少数认为自己是柏柏尔人的族群主要生活在阿尔及尔东部的Kabylie山区; 柏柏尔人也是穆斯林，但是他们认为他们比阿拉伯人的文化更悠久; 柏柏尔人长期以来时而激烈，时而极端的要求自治; 政府不大可能同意自治，但是已经提议开始在学校中教柏柏尔语。

## 宗教
逊尼派穆斯林 99%, 基督徒和犹太教徒 1%

## 语言
官方语言是阿拉伯语, 还使用法语，柏柏尔语
识字能力：
- 定义：15岁以上具有读写能力
- 总人口: 69.9%
- 男性: 79.6%
- 女性: 60.1% (2002年)